# Сталинка
«Ста́линки», сталинские дома, сталинские здания — общее разговорное название многоквартирных домов, сооружавшихся в СССР с 1933 года до 1961 года, главным образом во время правления И. В. Сталина, преимущественно в стиле неоклассицизм (сталинский ампир).

## Общее описание

### Происхождение названия и варианты
Для обозначения данного типа зданий используются названия «сталинский дом», «сталинка» и (реже) «сталинское здание». Все названия произошли от псевдонима Иосифа Виссарионовича Джугашвили (Иосифа Сталина), в период правления которого эти дома строились. Частотность употребления словосочетания «сталинский дом» в Москве и Петербурге выше в меру количества и удельного веса этого типа домов в составе жилого фонда этих городов. Вместе с тем, термин «сталинка» употребляется также и во всех остальных крупных городах СССР, и прежде всего, в районных и промышленных центрах страны (Смоленск, Магнитогорск, Владивосток и пр.) Квартиры в домах обычно называют «сталинками», выражение «сталинская квартира» менее употребимо. Как синоним «сталинке», могут применяться названия «полногабаритная» или «полнометражная» квартира («полнометражка»), с возможным уточнением «в доме постройки 50-х годов». Термин «сталинка» появился спустя примерно три десятилетия после окончания строительства этих домов в противовес возникшему в середине 1970-х годов термину «хрущёвка» (который также появился уже в эпоху правления Л. И. Брежнева).

### История и период строительства
К «сталинским» сегодня относят жилые дома, возведённые как до войны, начиная со II пятилетки (1933—1937), в числе задач которой было определено «решительное улучшение всего жилищного и коммунального дела в СССР», так и с момента начала послевоенного восстановления, вплоть до 1955 года, когда было принято решение «Об устранении излишеств в проектировании и строительстве».
Фактическое строительство сталинок прекратилось в 1961 году, когда в крупнейших городах было завершено возведение градостроительно значимых проектов, не подлежавших изменению. Так, в кадры одного из сюжетов фильма «Старик Хоттабыч» (Ленфильм, 1957), снятого в ленинградском «Московском парке Победы», попадает незавершённое строительство 12-этажных секций дома № 44 по Кузнецовской улице, силуэт которого по плану замыкает одну из центральных меридиональных аллей парка.
Стиль домов довоенной постройки иногда атрибутируют как постконструктивизм, а послевоенных — как «сталинский ампир».
Эпоха классических домов в сталинском стиле завершилась после принятия постановления о борьбе с архитектурными излишествами. В 1955—1962 годах строились здания переходного типа, в которых сочетались «сталинская» монументальность и практически полное отсутствие какого-либо декора, таких серий как: 1-410 (САКБ), 1-418, 1-419, 1-420, 1-428, 1-460, 1-506, II-14. Такие полусталинки-полухрущёвки («ободранные сталинки») можно в большом количестве встретить в Москве и других городах страны. В частности, домами такого типа застроена северная часть Профсоюзной улицы в Москве. Жилые помещения в «ободранных» домах все ещё проектировались по «сталинским» нормам, изложенным в СНиП 1954 года.
В первой половине 1950-х был взят курс на стандартизацию жилищного строительства. В строительство внедряются типовые ЖБИ заводского производства для ускорения строительства, идёт отказ от пожароопасных деревянных перекрытий в пользу сборных железобетонных плит, появляются сталинки, возводимые по типовым проектам.
Строительство сталинских домов резко сократилось с 1958 года, когда были приняты ориентиры на индустриальное массовое домостроение и удешевление строительства за счёт уменьшения размеров жилых помещений, что привело к появлению массивов их «предшественниц» в виде дешёвых типовых «хрущёвок». Отдельные сталинские дома по инерции достраивались до 1961 года.

## Планировки
Как правило, сталинская квартира имеет значительное число комнат — обычно три-четыре, реже две или больше четырёх. Однокомнатные сталинки строились ограниченно. Комнаты могут быть как раздельными, так и смежными (в трёхкомнатных сталинках обычно совмещены две комнаты).
Общая площадь сталинок обычно составляет:
- 1-комнатная — 32—50 м²;
- 2-комнатная — 44—70 м²;
- 3-комнатная — 57—85 м²;
- 4-комнатная — 80—110 м².

Поздние сталинки, возводившиеся в 1950-е годы до начала массового строительства хрущёвок, проектировались согласно СНиП 1954 года. В соответствии со СНиП, все жилые дома подразделялись на 3 класса — I (наивысший), II, III — в зависимости от их долговечности, огнестойкости, обеспеченности коммунальными удобствами и отделки помещений.
| Число комнат в квартире | Жилая площадь квартиры, м2 | Минимальная площадь, м2 | Минимальная площадь, м2 | Минимальная площадь, м2 |
| Число комнат в квартире | Жилая площадь квартиры, м2 | кухни                   | общей комнаты           | спален                  |
| ----------------------- | -------------------------- | ----------------------- | ----------------------- | ----------------------- |
| 1                       | 18-22                      | 7                       | -                       | -                       |
| 2                       | 25-32                      | 7                       | 16                      | 9                       |
| 3                       | 36-50                      | 7                       | 16                      | 9                       |
| 4                       | 56-65                      | 8                       | 18                      | 9                       |
| 5                       | 80-95                      | 10                      | 24                      | 9                       |
| 6                       | 100-120                    | 12                      | 30                      | 9                       |
| 7                       | 130-160                    | 15                      | 30                      | 9                       |

Квартиры в поздних сталинках должны были иметь жилые комнаты, кухню, переднюю, ванную или душевую комнату (кроме домов III класса и малоэтажных домов II класса), уборную, хозяйственную кладовую не менее 0,6 м2 или встроенные шкафы. Высота потолков в жилых комнатах устанавливалась не ниже 3,0 м. Квартиры должны были быть обеспечены центральным водоснабжением, канализацией, центральным отоплением. Здания низкого класса в случае невозможности подключения к сетям могли проектироваться с печным отоплением, а также без водопровода и канализации — с возможностью дальнейшего канализования дома. Существуют также сталинки с индивидуальной котельной, размещавшейся в подвале дома. Такие дома выдает приставная кирпичная дымовая труба. Как правило, по мере развития городского хозяйства, индивидуальная котельная демонтировалась, занимаемые ею подвальные помещения отдавались под различные нужны (например, детские спортивные секции), но её дымовая труба у многих домов сохранилась. Котельная, как правило, обслуживала не один дом, а несколько соседних. Существовали сталинки и с печным отоплением (например, некоторые модификации дома проекта I-204), которое рассматривалось как временное в новых районах, куда ещё не были доведены все коммуникации. Такие дома выделяются массивными дымоходами, возвышающимися над крышами и кладовками для хранения угля в подвале. По мере подключения домов к центральному отоплению печи в квартирах разбирались, но дымоходы, как правило, сохранились, что позволяет современным владельцами таких квартир обустроить, например, камин.

## Классификация домов
По конструкции зданий и планировке квартир сталинки делятся на два типа: «номенклатурные» и «рядовые» сталинские дома.

### Номенклатурное (элитное) жильё
Номенклатурные дома (также «ведомственное жильё» («ве́домки»)) строились для высших слоёв советского общества. В них в основном жили партийные, советские и хозяйственные руководители, высшие военные чины и работники силовых структур, крупные представители научной и творческой интеллигенции.
Номенклатурные дома имеют хорошую планировку с холлами и двумя — четырьмя квартирами большой площади на этаже. Квартиры в этих домах имели просторные кухни, раздельные санузлы, изначально большие, как правило, изолированные комнаты площадью от 15 до 25, а местами даже до 30 м², подсобные помещения. В некоторых домах (Верхняя Масловка, д.1, д.3) предусматривались мастерские для скульпторов и художников. В «сталинских» квартирах с 3-4 комнатами и более при односемейном заселении их владельцы могли устраивать кабинеты, библиотеки, детскую комнату и пр. На нижних этажах таких домов квартиры с тем же числом комнат и аналогичной планировкой могли отводиться под коммунальное заселение, в том числе как служебная жилплощадь для сотрудников охраны, дворников и пр. Фасады таких домов имели богатую отделку камнем (гранит, мрамор) или высококачественной керамической плиткой крупных размеров. На фасадах большинства таких домов присутствовал богатый декор в виде лепнины, горельефов и даже статуй.

### Директорское жильё
Обычно «директорские» дома имеют классические архитектурные формы и небогатый декор, сами здания крупные, с высоким бельэтажем. При строительстве здания оштукатуривались и украшались лепным декором; перекрытия — железобетонные или комбинированные. В домах выше пяти этажей обязательны лифты, нередки индивидуальные мусоропроводы на кухнях. Потолки в номенклатурных домах имеют высоту 2,9—3,2 м и более.
Здания этого типа возводились в центре города, при застройке проспектов и магистральных улиц, возле площадей. Обычно они построены по индивидуальным проектам и являются архитектурными достопримечательностями городов.
После прекращения строительства сталинских домов на смену номенклатурным сталинкам пришли башни Вулыха, а затем цековские дома.

### Рядовые дома
Рядовыми «сталинками» часто называют дома с квартирами относительно уменьшенной площади. Предположение, что они строились только «для рабочих» ошибочно, так как именно рабочие — по официальной идеологии передовой класс — особенно, передовики производства, получали ордера на заселение в квартиры улучшенной планировки. В силу относительного избытка 3-4-комнатных квартир по отношению к реальному демографическому составу «очередников», часть из них отводилась под коммунальное заселение, однако и здесь говорить об уклоне в пользу рабочего класса не приходится. Так называемая «коридорная» планировка зданий, определяемых по фасаду, как «сталинки», указывает на то, что по проекту они изначально предполагались для размещения общежитий для рабочих и студентов. Площади комнат в квартирах рядовых «сталинок» меньше, чем в домах улучшенной планировки, но всё равно по общему правилу (продиктованному, в том числе, высокими 3-метровыми потолками) превышают 10 м², что намного больше, чем в хрущёвках и более поздних домах. В трёхкомнатных квартирах и более пара комнат могла быть условно смежной. От использования дополнительной двери, соединявшей эти комнаты, жильцы могли по своему желанию отказаться; такие комнаты назывались смежно-изолированными. Архитектура рядовых сталинок утилитарна; от лепного декора могли отказываться в пользу рустовки стен, профильных карнизов и других простейших приёмов, позволяющих избежать эффекта «плоской стены», господствующего в домах панельной застройки.
Наружные стены зданий из красного или силикатного кирпича иногда не штукатурились; чердачные перекрытия применялись деревянные. В сталинках, возводившихся для размещения общежитий, отсутствовала ванная комната. Подача горячей воды, в зависимости от инженерного обеспечения городских кварталов, осуществлялась либо от сетей ТЭЦ, либо путём газификации квартир с установкой нагревательных колонок. Во всех домах (не только «сталинках», но позже и в «хрущёвках») послевоенной постройки мусоропровод и лифт устанавливались только при этажности в 6 этажей и выше, независимо от контингента людей, получавших в них бесплатное жильё.
Рядовые сталинки могли строиться в рабочих посёлках, посёлках городского типа либо в кварталах городов, предназначенных для заселения рабочими заводов. В зависимости от художественной концепции, устанавливавшейся для проектных мастерских, и с учётом задачи экономии средств, при формировании таких кварталов могли использоваться, наряду с индивидуальными, некоторые типовые решения, однако в отличие от концепции массового строительства, принятой при Хрущёве, однотипных жилых массивов («черёмушек») при этом не возникало. Фасадное решение «сталинок», предназначенных для рабочих и студенческих общежитий, при этом концептуально не отличалось от зданий для поквартирного заселения.
- 6-этажная сталинка на проспекте Ленина, 146 в Рыбинске
- Сталинка в Волгограде — «рядовой» вариант
- Сталинка в Новосибирске 1958 г. постройки[6]
- Сталинка в Одессе, ул. Богдана Хмельницкого
- Таллинская сталинка на улице Гонсиори (1951)
- Таллинская сталинка на улице Койду (1954)
- Таллинская сталинка на улице Кентманни (1956)
- Сталинка в Ярославле, проспект Ленина

#### Малоэтажные сталинки
Распространённым видом рядовых сталинок являются малоэтажные дома высотой 1—3 этажа. Наиболее распространёнными являются двухэтажные дома на 8—18 квартир, однако строились и более внушительные трёхэтажные многоквартирные дома, дома с мезонинами, а также одноэтажные индивидуальные или спаренные коттеджи. В сталинский период было широко распространено строительство деревянных одно-, двухэтажных зданий: многоквартирных домов, общежитий и бараков. Так, на 1 января 1953 года 37 %  жилой площади в городских домах государственной собственности располагалось в рубленных, брусовых, щитовых или каркасно-засыпных деревянных зданиях.
Малоэтажные сталинки строились в период после войны вплоть до 1960 года. Дома строились по заранее спроектированным типовым сериям, включавшим в себя несколько вариантов домов: одно-, двух-, трёхподъездные, угловые и с магазинами на первом этаже, а также общежития.
Малоэтажное строительство использовалось из-за того, что при строительстве давало следующие преимущества: не требовало применения дефицитной строительной техники, могло вестись силами малоквалифицированных рабочих, в том числе военнопленных немцев и заключённых, а постройка дома занимала не так много времени. Этим обусловлены прозвища таких домов — «немецкие дома», хотя далеко не все эти дома строились немцами. В Санкт-Петербурге распространено название «немецкие коттеджи» из-за их малой этажности (2—3 этажа) по сравнению с основной застройкой. В 1990-е и 2000-е в некоторых таких домах выкупались все квартиры, после чего они превращались в «настоящие» коттеджи (индивидуальные жилые дома).
Конструкция малоэтажных домов была облегченной: стены из кирпича с пустотной кладкой или из шлакоблоков, деревянные перекрытия, отсутствие подвала.
Малоэтажные дома, как правило, предназначались для рабочих посёлков при предприятиях. В зависимости от расположения и размера предприятия в посёлках могли отсутствовать водоснабжение, канализация, центральное отопление и иные коммуникации. Поэтому в различных проектах были варианты домов с ваннами и без них, с центральным и с печным отоплением. В некоторых проектах отсутствовали центральное водоснабжение и канализация — в качестве туалетов использовались люфт-клозеты с выгребными ямами. Последние занимают промежуточное положение между «капитальными» сталинскими домами и временными постройками барачного типа.
Малоэтажная застройка велась кварталами с расположением 10—30 двухэтажных однотипных домов по периметру и в глубине. Однотипная застройка стала предвестником хрущёвского массового строительства. Однако, в отличие от массивов однообразных хрущёвок, кварталы типовых малоэтажных сталинок имеют более выигрышный внешний вид благодаря разнообразию вариантов домов в рамках одной серии, наличию штукатурки, лепного декора, колонн, эркеров, балконов различной формы, сложных многоскатных крыш и других «архитектурных излишеств», осуждённых постановлением 1955 года.
- Школьная улица, дом 24 в Санкт-Петербурге
- Школьная улица, дом 46 в Санкт-Петербурге
- Улица Савушкина, дом 64 в Санкт-Петербург

### Типовые сталинки
В конце 1940-х для ускорения обеспечения населения жильём начинается строительство сталинских домов по типовым проектам. По сравнению с номенклатурными домами, возводимыми по индивидуальным проектам, типовые сталинки имеют более скромные характеристики и упрощенную архитектуру. Типовые сталинки достаточно многочисленны за счет увеличения объёмов жилищного строительства в этот период.
В Москве возводились типовые сталинки серий II-01, II-03 (I-410 (САКБ)), II-14, МГ-1, дома повышенной комфортности II-02, II-04. В Ленинграде возводились дома серий 1-405, 1-415, 1-460 и др.
В середине 1950-х начинается внедрение крупнопанельной технологии. Известными «панельными сталинками» являются дома ленинградской серии 1-506.

## Конструкция

### Здание
Основной стройматериал, использовавшийся при возведении сталинских домов — кирпич. В довоенных постройках в основном использовался красный керамический кирпич, в более поздних — белый силикатный. Наружные стены обычно имеют толщину 2,5 кирпича (65 см), внутренние несущие — 1-1,5 кирпича (25-38 см). Шаг внутренних несущих стен в сталинках с деревянными перекрытиями был меньше 6 метров, что связано более низкими несущими способностями дерева по сравнению с железобетоном.
Помимо традиционной для жилых домов стеновой конструкции, в сталинках использовалась смешанная конструкция с неполным каркасом. В этом случае из кирпича выполнялись несущие наружные стены и стены лестничных клеток. Внутриквартирные и межквартирные несущие стены отсутствовали — вместо них сооружались колонны из кирпича, иногда — из железобетона. На колонны и наружные несущие стены опирались горизонтальные балки из стали или железобетона, на которые укладывались перекрытия.
Кирпичные дома, как правило, отличаются более высокой этажностью, изысканным фасадом, просторными квартирами, лучшей шумоизоляцией.
В малоэтажном строительстве применялись шлакоблоки — шлакоблочные дома стали предвестниками грядущего массового строительства на основе индустриальных блоков и панелей. При кирпичном строительстве использовалась облегченная колодезная кладка с засыпкой колодцев шлаком. В конце 1940-х — начале 1950-х были построены первые крупнопанельные дома по каркасно-панельной, а позднее по бескаркасной схеме.
Сталинские высотки построены на основе стального каркаса с последующим частичным обетонированием стальных конструкций.
Снаружи сталинские дома покрывались штукатуркой, крупные «номенклатурные» дома могли быть облицованы каменной или керамической плиткой. Фасад дома обычно украшался лепным декором. После начала борьбы с «излишествами» и до начала массового строительства хрущёвок возводились «ободранные» сталинские дома без лепного декора и нередко — без штукатурки. Штукатурки лишались и дома, находившиеся в процессе строительства и частично оштукатуренные.
Внутренние перегородки в сталинке обычно выполнены из деревянных досок, покрыты сеткой из дранки и оштукатурены. В поздних домах применялись и гипсобетонные перегородки.
Конструкция фундамента в сталинках могла быть: ленточная с монолитной заливкой, столбчатая, позднее — свайная. Для крупных домов фундаменты сооружались из железобетона, для малоэтажных использовались кирпичные и бутобетонные фундаменты.
Перекрытия в сталинских домах нередко деревянные или комбинированные — в местах санузлов применялся бетон. Деревянные перекрытия настилались по деревянным балкам в форме бревна или бруса, иногда — по стальным балкам. В домах выше 2 этажей с деревянными перекрытиями из негорючих материалов выполнены лестничные марши и площадки. При реконструкции или ремонте после пожаров деревянные перекрытия нередко заменялись на плиты или на металлоконструкции с последующей монолитной заливкой.
В самых крупных «номенклатурных» сталинках также использовались железобетонные перекрытия — в основном монолитные. В послевоенных сталинках с начала 50-х уже применялись изготовленные заводским способом железобетонные плиты. Для звуко- и теплоизоляции применялись шлак и керамзит.
Крыша в сталинских домах двух- или многоскатная, образует большой чердак; стропила и обрешетка — деревянные. В качестве кровельного материала использовались шифер или кровельное железо.
Двухэтажные сталинки обычно строились без подвалов. Крупные дома имеют внушительные подвальные помещения. Некоторые сталинки (в том числе послевоенные) имеют бомбоубежища на случаи войны.
Многие сталинки имеют балконы (лоджии на тот момент сооружались редко). Балконы выполнялись в виде монолитной плиты, лежавшей на двух или нескольких стальных балках, которая отливалась на месте. В домах 50-х годов постройки уже использовались готовые плиты.
Высота потолков в сталинках в основном не ниже трёх метров. В рабочих сталинках это обусловлено расчётом под коммунальное заселение — для проживания нескольких человек в одной комнате требовался определённый объём воздуха. Первый этаж здания часто сооружался более высоким — в нём размещались магазины, почтовые отделения и другие социально значимые объекты.

### Коммуникации
Сталинские дома сильно различаются по обеспеченности коммунальными удобствами.
Холодное водоснабжение и канализация в сталинках — централизованное, санузел — раздельный при наличии ванны, смежный при её отсутствии. В рабочих сталинках могла отсутствовать ванная комната — санузел состоял только из умывальника и унитаза. В таком случае в доме не было и горячего водоснабжения. Позднее ванны или душевые кабины устанавливались на кухнях либо проводилась перепланировка для увеличения площади санузла. В некоторых проектах двухэтажных домов отсутствовали и водопровод с канализацией, а туалет выполнялся в виде люфт-клозета с выгребной ямой. При этом, как правило, предусматривалась возможность последующего канализования дома и оборудования его унитазом.
Отопление — водяное, в основном центральное, нередко с верхним вертикальным розливом и двухтрубной разводкой. Существуют и дома со встроенными котельными — позднее большинство этих зданий было всё же подключено к центральному теплоснабжению. Малоэтажные сталинские дома обычно проектировались в двух вариантах — с центральным отоплением и с печным. Конкретная реализация зависела от возможности подключения домов к ТЭЦ или котельной. Дома с печами позже подключались к центральному отоплению или в них устанавливались газовые котлы.
При строительстве сталинок в городах отсутствовало газоснабжение (в Москве природный газ появился в 1946 году). Для приготовления пищи на кухнях ставились дровяные плиты. Для их эксплуатации в конструкции сталинок предусматривались мощные дымоходы. Горячее водоснабжение изначально могло быть как централизованным, так и местным — для нагрева воды применялись твердотопливные водогрейные колонки накопительного типа («титаны»). Для хранения топлива использовались места в подвальных помещениях или дровяные сараи, которые строились во дворах. При проведении газификации городов в сталинках устанавливались газовые кухонные плиты. Дровяные водонагреватели в большинстве сталинских домов заменялись на газовые колонки, часть домов подключались к центральному горячему водоснабжению.
Вентиляция в сталинках естественная вытяжная, в кухне и санузле. В довоенных сталинках вытяжная вентиляция может присутствовать в жилых комнатах и в коридоре.
В некоторых сталинках между санузлом и кухней имелось небольшое застеклённое окно, расположенное на высоте 2—2,5 метра от пола. При раздельном санузле имелось дополнительное окно между ванной и туалетом. Наиболее вероятное назначение окна связано с нестабильностью электроснабжения в период строительства. При отключении электричества окно позволяло воспользоваться санузлом. Позднее окно между кухней и санузлом перешло в хрущёвки и ранние брежневки.
Электропроводка в сталинках могла быть как скрытой, так и открытой, выполненной гибким проводом на роликах; использовались как алюминиевые, так и медные провода. Электрические счётчики обычно размещались в квартирах. На момент строительства проводка закладывалась с большим запасом мощности, однако сейчас её нередко не хватает.
В домах выше пяти этажей имелись лифты и мусоропроводы. Люки мусоропроводов обычно размещались на кухнях. Также на кухнях нередко размещался зимний холодильник — шкаф-чулан под окном, вынесенный на улицу. Так как на момент строительства домов электрический холодильник был недоступен большинству населения, то зимой такой холодильник оказывался полезен для хранения продуктов.

### Срок эксплуатации
Срок службы для сталинок довоенного периода составляет 125 лет, нормативное время сноса — 2050—2070 гг.
Срок службы для сталинок послевоенного периода составляет 150 лет, нормативное время сноса — 2095—2105 гг.
Для «номенклатурных» домов необходимо учитывать больший запас эксплуатационного ресурса, в среднем — это дополнительные 40—50 лет. В случае, если был проведён капитальный ремонт с заменой крыши и процент износа по оценке БТИ и в соответствии с техническим паспортом меньше 5 %, то это увеличивает изначальный срок эксплуатации здания в среднем на 60—80 лет (а по некоторым данным до 100 лет в зависимости от состояния здания и железобетонных усиленных перекрытий).

## Достоинства и недостатки

### Преимущества
Сталинские дома являются достаточно престижным жильём.
Высокую теплоизоляцию сталинским домам обеспечивают толстые наружные стены, сложенные из белого силикатного или (лучше) красного керамического кирпича. Кирпичные стены также обеспечивают высокую шумоизоляцию внутри дома. Благодаря им сталинки превосходят по теплоизоляции все советские и постсоветские панельные дома, построенные до внедрения «теплой панели», а по внутренней шумоизоляции — панельные и монолитные дома. Многие внутриквартирные стены не являются капитальными, особенно при использовании колонн и ригелей вместо внутренних несущих стен. Это даёт широкие возможности по перепланировке.
По высоте потолков (3 метра и выше) сталинские дома превосходят все советские жилые дома более поздней постройки, а также современные дома эконом- и комфорт-класса.
Многоскатная жёсткая крыша сталинских домов, крытая шифером или кровельным железом, имеет высокий срок службы — 30-50 лет — против 10-15 лет для плоской мягкой кровли хрущёвок и более поздних домов.
На лестничной площадке сталинского дома обычно расположены 2, 3 или 4 квартиры. Этажность большинства сталинских домов не превышает 12 этажей, чаще 6-10 этажей, для сталинских домов рабочего типа и для региональных городов — 2-5 этажей. Благодаря этому в подъезде относительно немного квартир, дом не создаёт впечатление «муравейника» и позволяет знать в лицо всех жителей подъезда.
Сталинки часто располагаются в центральных и прилегающих к центру районах, с хорошей транспортной доступностью и инфраструктурным обеспечением. В кварталах сталинской постройки просторные дворовые территории с густым озеленением.
В 1990-е спрос на сталинки был чрезвычайно высоким — это было лучшее жильё постройки советского периода. Позднее, с началом строительства жилья бизнес- и премиум-класса, востребованность сталинских домов упала. Однако и сейчас номенклатурные и рядовые «сталинки» остаются достаточно дорогим и престижным жильём, особенно после проведённого ремонта.

### Недостатки
Системы отопления и, в меньшей степени, водоснабжения и канализации в большинстве сталинок остались со времён постройки дома, поэтому коммуникации сильно изношены. Электрические сети таких сталинок не рассчитаны на современные электроприборы (стиральные машины и т. д.). В ряде сталинок крыша также долго не ремонтировалась и протекает. Деревянные перекрытия пожароопасны и подвержены гниению в случае регулярных промочек. Как правило, изношены фасады домов, отваливается штукатурка и лепной декор. Водосточные трубы у сталинских домов внешние, при их повреждении происходит намокание стен, последующее разрушение штукатурки и затем кирпичной кладки.
В двухэтажных сталинках отсутствует подвал. Разводка водоснабжения, отопления и канализации проходит под полом квартир первого этажа, для ремонта коммуникаций необходимо получать доступ в квартиры и вскрывать полы. Из-за отсутствия подвала в квартирах на первом этаже может быть холодно, сыро, деревянные полы ускоренно гниют.
Высота потолков увеличивает отапливаемый объём помещений, может осложнить ремонт.
Отсутствие лифта, характерное для многих сталинок высотой до 6 этажей, является существенным недостатком, особенно с учётом значительной высоты этажей. В ряде многоэтажных сталинок до настоящего времени эксплуатируются старые лифты, которые изношены и потребляют много электроэнергии, дополнительно нагружая домовую сеть.
В «рабочих» сталинках, особенно довоенных и упрощенных послевоенных, в проекте отсутствует ванна. В этом случае ванна или душ установлены на кухне, а для создания «нормального» санузла необходима перепланировка, которая требует места, затрат и не всегда возможна.
В многокомнатных сталинках (3 и более комнат), включая и «номенклатурные» дома, одна из комнат может быть проходной. Обычно это самая большая комната (зал). При использовании её в качестве общей комнаты (гостиная, столовая, домашний кинотеатр и т. д.) это не вызывает проблем, однако создаёт неудобства при использовании в качестве жилой. Кроме того, во многих сталинках относительно малогабаритные кухни. Мусоропровод на кухне, установленный в некоторых сталинках, может быть источником тараканов, крыс и неприятных запахов.
В кварталах сталинских домов обычно отсутствует современная инфраструктура — в частности, автостоянки и подземные гаражи.
В последнее время в крупных городах зачастую запрещено устанавливать внешний блок кондиционера на фасаде дома с уличной стороны, что может привести к невозможности установки бытового кондиционера из-за чрезвычайно длинной трассы со дворового фасада дома.

## Размещение
В Санкт-Петербурге сталинские дома расположены вдоль Московского проспекта, проспекта Стачек, на Охте, Ивановской улице. Ансамбли сталинок стоят на Светлановской площади, площади Калинина. Отдельные дома встречаются и в других районах. Шлакоблочные «сталинки» присутствуют в значительном количестве в районе улицы Фрунзе, проспекта Ю. Гагарина, Алтайской улицы, станции метро Автово. Квартиры в кирпичных «сталинках» стоят заметно дороже тех, которые расположены в домах, собранных из шлакоблоков.
В Москве распространены по всему городу. Наибольшее количество «сталинок» зафиксировано вдоль Ленинского проспекта и шоссе Энтузиастов. Как правило, сейчас в этих зданиях расположены офисы и научно-исследовательские институты, хотя встречаются и жилые дома с довольно дорогими квартирами.